# Якщо кров тече (повість)
«Якщо кров тече» (англ. If It Bleeds) — третя з чотирьох повістей, що входить до однойменної збірки американського письменника Стівена Кінга.

## Анотація
Приватний детектив Голлі Ґібні бачить по телевізору терміновий репортаж про вибух у школі. В ефірі — кореспондент Чет Ондовскі. Чому, дивлячись на нього, Голлі відчула тривогу? Перевіривши купу інформації, вона змушена визнати: Чет «чистий». Та до Голлі приходить чоловік, який запевняє, що знає все про «ту істоту, яка кличе себе Ондовскі».

## Сюжет
Оповідь починається з події січня 2021 року. Родина Андерсонів поїхала у відпустку на Багами. Вони домовились, що пошта, яка надходитиме на їх адрес, буде пересилати родина Конрадів, їх сусіди. Ралф Андерсон розкриває черговий пакунок і знаходить флешку з написом "Якщо кров тече", яка містить фотографії та аудіозвіти від Голлі Ґібні, подруги-колеги родини з агенції "Що впало, те пропало". Останній аудіозвіт був записаний 19 грудня 2020 року, у якому міститься послання до свого друзяки:
"Ралфе, я зробила все, що могла, але цього може бути не досить. ... хочу, аби ти знав, як сильно я цінувала твою дружбу. Якщо я справді загину, а ти вирішиш продовжити почате мною — прошу тебе, будь обачний..."
У наступному розділі, який позначається датою "8-9 грудня 2020 року", розповідається про "шотландську" посилку, яка була доставлена кур'єром до школи. Голлі Ґібні, тепер керівниця агенції, бере обідню перерву, щоб подивитись свою улюблену передачу, і до неї приходить її колега Піт Гантлі, котрий завершив діло щодо зниклого собаки. Одразу після початку телепередачі, з'являються термінові новини, у яких повідомляють про вибух у середній школі в Пайнборо, Пенсильванія. Піт запевняє Голлі, що хоч вона і двоє інших учасників колись спинили Брейді Ґартсфілда на рок-концерті, який мав при собі вибухівку, спинити цьогочасну подію було "обов'язком когось іншого". Але роздуми поглинають мозок героїні, і та не зупиняється. 

## Переклад українською
Переклад з англійської здійснив Віталій Ракуленко для видавництва «Клуб Сімейного Дозвілля» у 2021 році.